# جوزيه الكسندر
جوزيه الكسندر (بالإنجليزية: Josiah Alexander)‏ (12 ديسمبر 1826 بإنجلترا في المملكة المتحدة - 1882) هو لاعب كريكت بريطاني (وحمل سابقاً جنسية المملكة المتحدة لبريطانيا العظمى وأيرلندا).

## وصلات خارجية
- جوزيه الكسندر على موقع إي آس بي آن كريك إنفو (الإنجليزية)